# Jan Ochotnicki
Jan Ochotnicki herbu Jasieńczyk (zm. przed 1705) – podstoli żytomierski w latach 1690–1702, pisarz grodzki krzemieniecki w 1701 roku, regent ziemski krzemieniecki w 1699 roku, pisarz grodzki kamieniecki w 1690 roku.
Konsyliarz województwa wołyńskiego w konfederacji sandomierskiej 1704 roku.